# 馬自達T600
馬自達T600是1959年至1971年間由日本馬自達汽車公司（當時稱為東洋工業）製造發售的商用三輪迷你卡車，其兄弟車為共通設計的K360。

## 概要與歷史
1959年 - 6月上市推出，車身尺碼與EA型引擎容積均比K360大。除此之外，K360可荷重300kg，但T600可載重600kg，且時速達到75km/hr。
1962年 - 8月和K360一樣進行小改款，把原先拉式車窗改為四段昇降式，並增加三角窗與側面通風口。
1964年 - 元月將車廂頂改為鋼板。
1971年 - 停止生產，不過這款車和馬自達B360、K360等車款在1960年代曾外銷緬甸，並於1990年代中期於當地生產組裝，目前在該國到處可見。
此外，自1969年起馬自達曾授權南韓起亞汽車生產製造T600，憑藉著其緊湊輕便的車身尺寸，受到當地許多消費者的青睞，主要用於農村地區的狹窄巷弄間運輸煤炭和大米。然而隨著三輪迷你卡車在高速公路上造成層出不窮的車禍意外，1972年南韓當局禁止此類車輛進入高速公路，起亞汽車隨後在1974年停產該車型，總共生產了7,724輛。2022年5月11日南韓當局將起亞T600登錄為有形文化遺產。

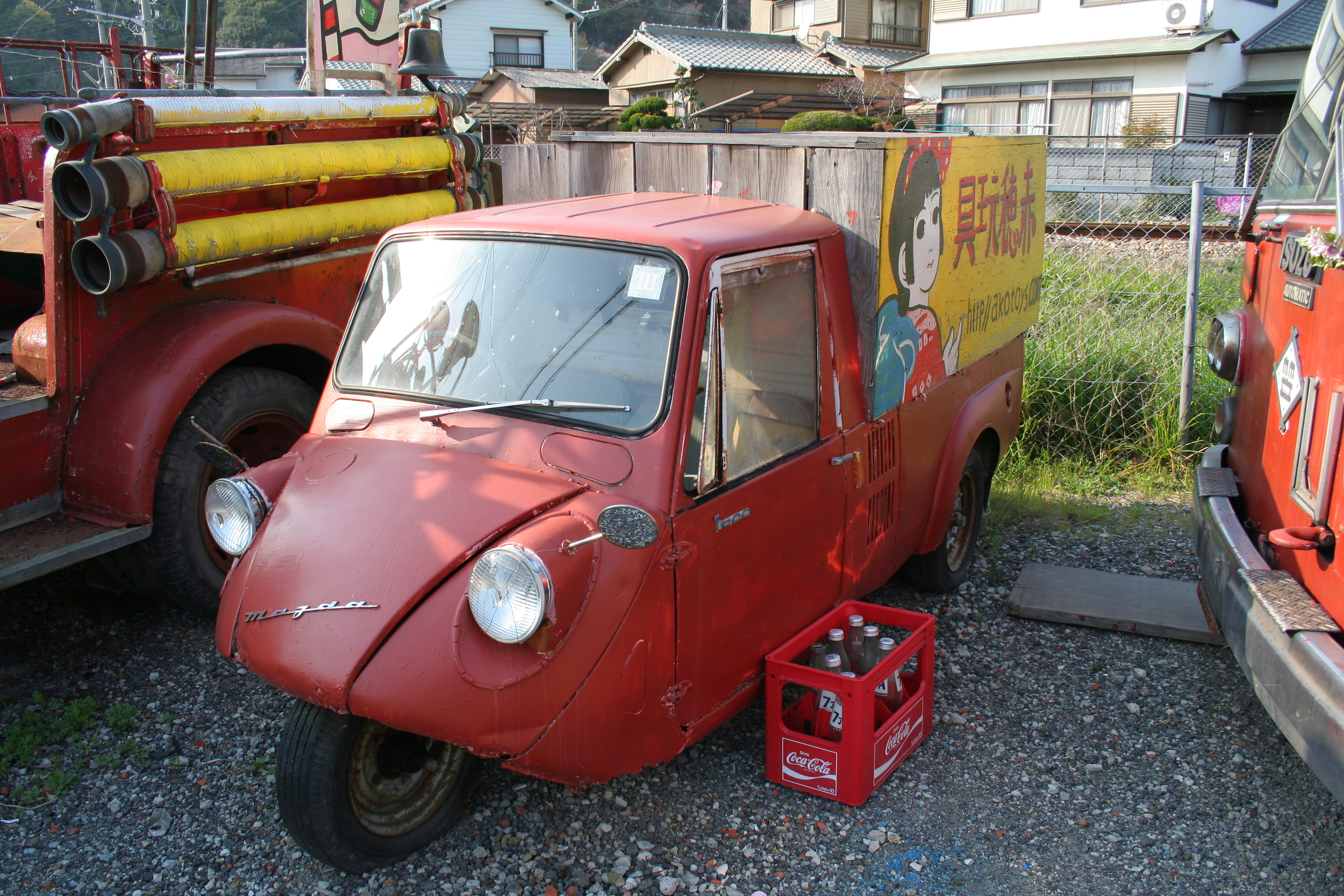
馬自達T600
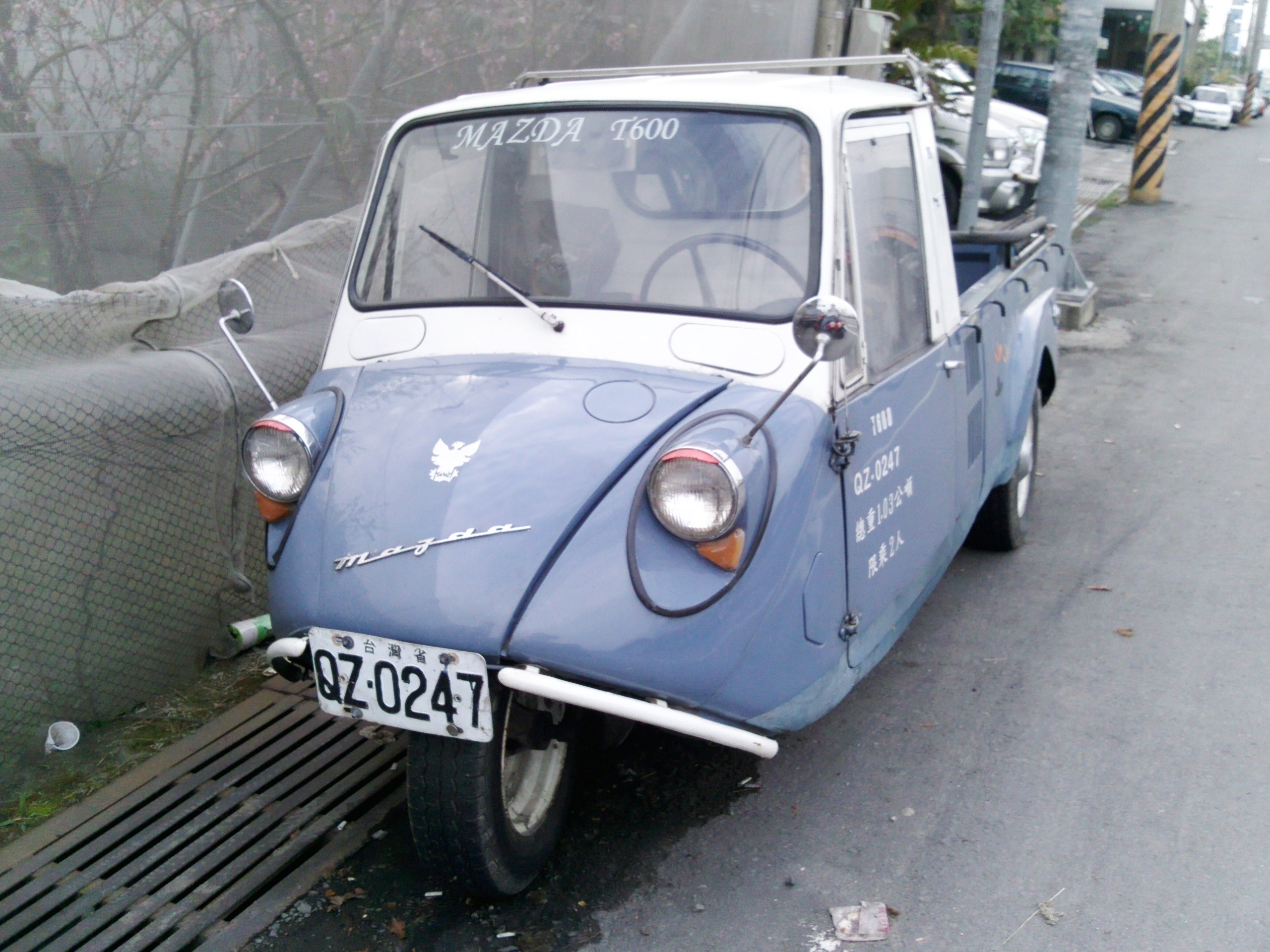
攝於臺灣南投縣草屯鎮的T600車頭
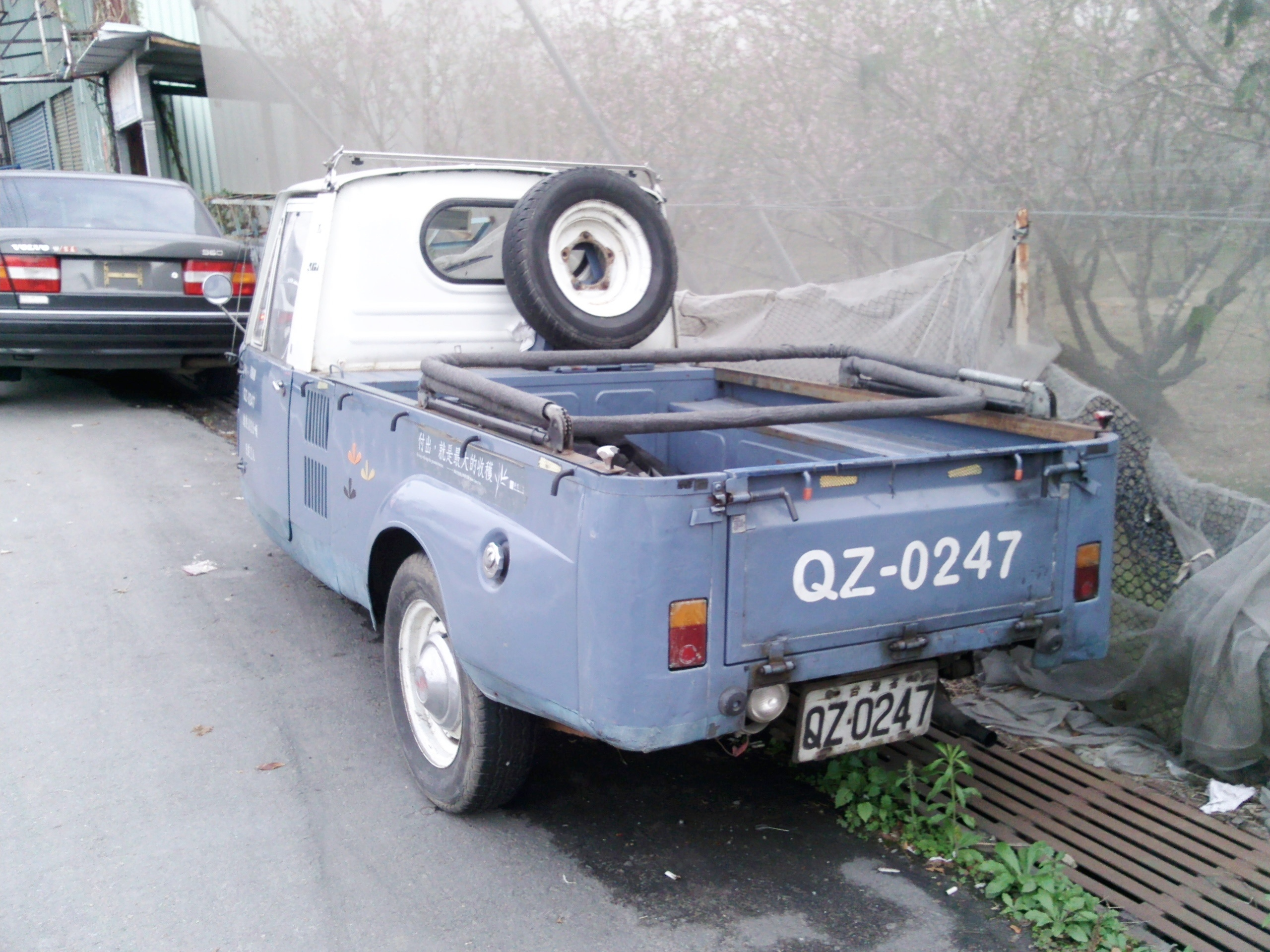
攝於臺灣南投縣草屯鎮的T600車尾
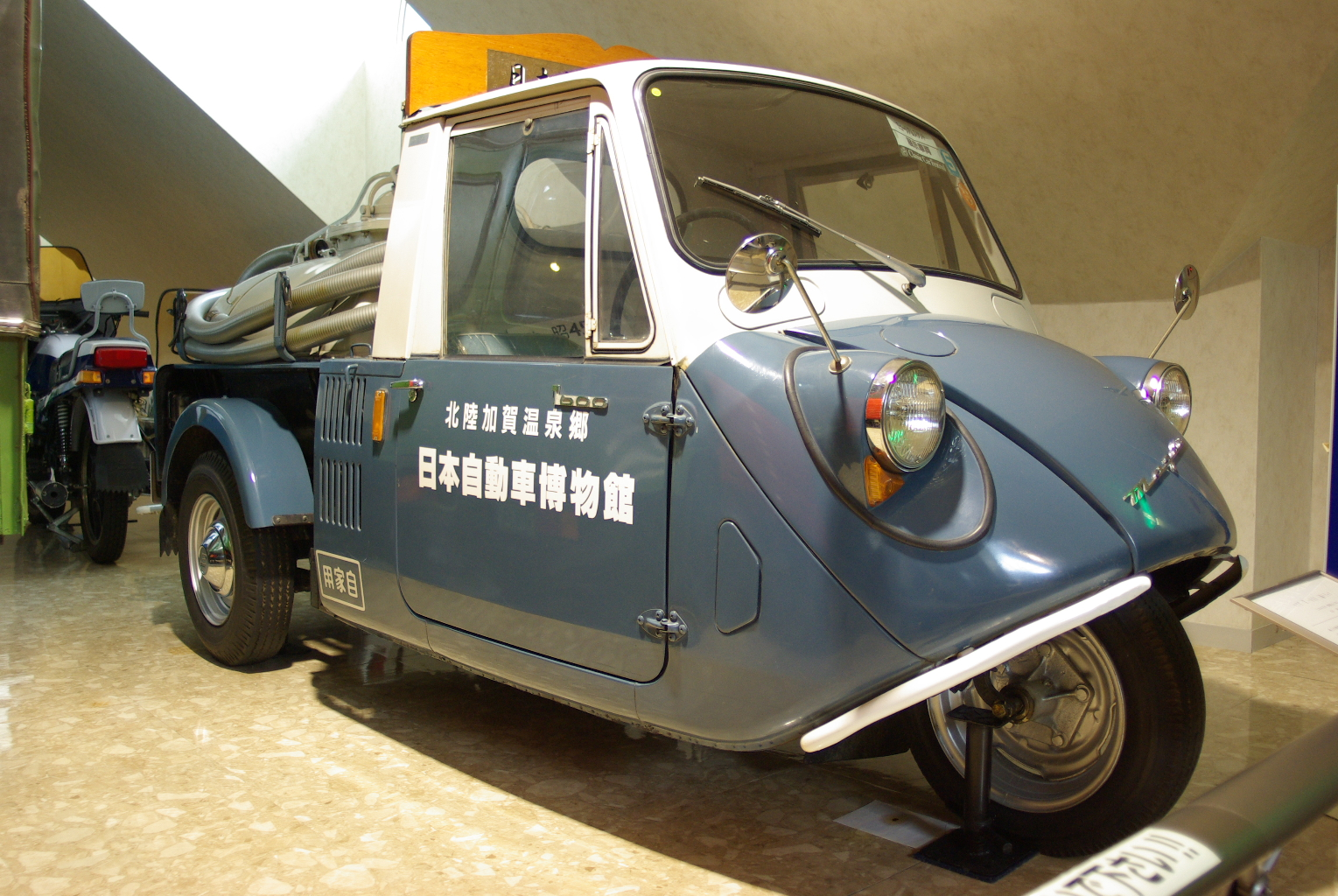
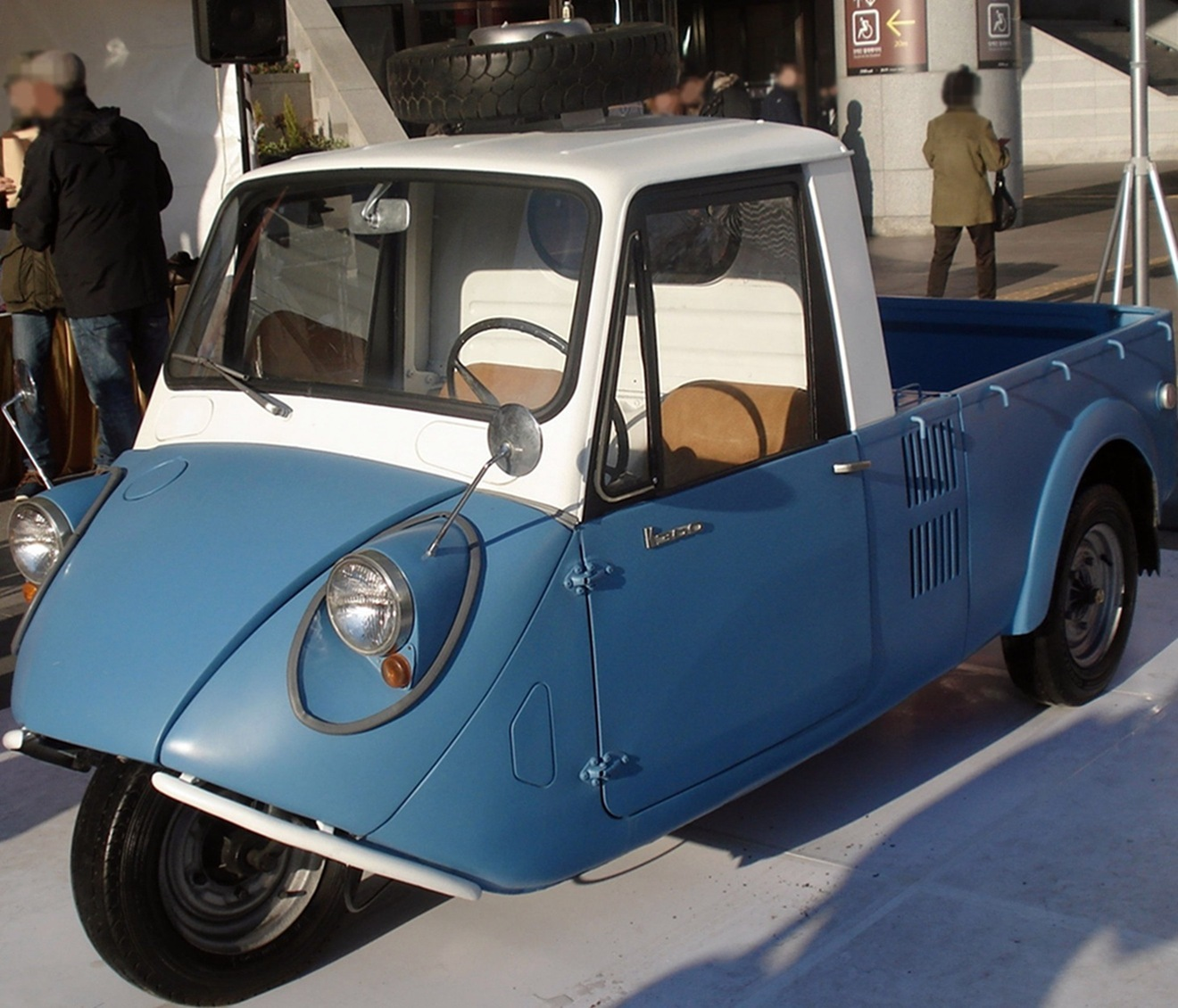
起亞T600